# Phidippus borealis
Phidippus borealis är en spindelart som beskrevs av Banks 1895. Phidippus borealis ingår i släktet Phidippus och familjen hoppspindlar. Inga underarter finns listade i Catalogue of Life.